# Sanqing Shan
Nacionalni park Sanqing Shan (kineski: 黃山, pinyin: Sānqīng Shān, što znači "Trodjelna planina") je kineski nacionalni park (国家级风景名胜区, Guojiaji Fengjing Mingshengqu) na zapadu gorja Huyaiyu, 80 km od grada Yushana u kineskoj istočnoj pokrajini Jiangxi. Planina je dobila ime prema trojstvu najviših božanstava u taoističkom panteonu, "Tri čistoće" (三清, Sānqīng) ili "Tri božanska učitelja". Naime, postoji stara izreka: 三峰峻拔、如三清列坐其巅, tj.:
Te tri planine su: Yujing, Yushui i Yuhua, od kojih je Yujing, s 1817 m visokim vrhom Huyaiyu, najviša. 
Sanqing Shan, jedna od svetih planina Kine, je najveća turistička atrakcija, ali i važno sklonište za mnoge životinje i biljke kontinentalne Kine. Planina je dom za 1000 biljnih vrsta, i oko 800 vrsta životinja. No, najveća znamenitost ove planine su fantastično oblikovani granitni stupci (njih 89) i vrhovi (48), od kojih mnogi imaju ljudske ili životinjske obrise. Slikovitošću krajolika pridonosi i jedinstvena mikroklima, zbog koje ovi granitni vrhovi i stupci, s jedinstvenom vegetacijom, su većinom godine uronjeni u more oblaka sjajne bjeline. Taj efekat nastaje zbog kombinacije suptropskih monsuna i pomorskih utjecaja, zbog čega je i nastao ovaj otok šuma umjerenog pojasa okružen suptroskim krajolikom. Tu se također nalaze i brojni slapovi, neki i 60 m visoki, te jezera i izvori.
Zbog toga je 2295 km² planine Sanqing upisano na UNESCO-ov popis mjesta svjetske baštine u Aziji i Oceaniji, 2008. godine.
- Karta nacionalnog parka
- Hram San Qing
- Stupci stijena
- Shanqing u oblacima
- Vrhovi Yujinga

## Poveznice
Znamenite kineske planine povezane s taoizmom:
- Wuyi Shan
- Wudang
- Qingcheng Shan
- Taishan
- Huang Shan